# TV Parental Guidelines
Le système TV Parental Guidelines est un système de classification télévisuel aux États-Unis proposé pour la première fois le 19 décembre 1996 par le congrès américain, l'industrie télévisuelle et la Federal Communications Commission (FCC), puis mis en service le 1er janvier 1997 sur les plus importantes chaînes télévisées mettant en garde les téléspectateurs en matière de contenus sexuels, de violence et de langage grossier dans les programmes télévisés. Il s'agit d'un système de classification proposé dans lequel les diffuseurs préviennent le contenu de leurs programmes.
Ces classifications sont généralement présentes dans les séries télévisées, les téléfilms et contenus édités ou standard de films sorti au cinéma (bien que les chaînes payantes imposent également les classifications du système TV Parental Guidelines pendant la diffusion de certains films auparavant sorti au cinéma ou sur format vidéo, qu'ils aient été classifié ou non par la Motion Picture Association of America). À l'origine, ce système devait fonctionner à l'aide d'un V-chip (en), mandaté pour être inclus dans tous les appareils télévisés à partir de 2000.

## Développement
Dans le Telecommunications Act de 1996, le congrès américain appelle l'industrie télévisuelle à établir, en un délai d'un an, un système de classification télévisuel imposable permettant de savoir si le contenu des diffusions peut être admissible pour les enfants. Ce système de classification devrait fonctionner à l'aide d'un V-chip (en), un système permettant aux parents de bloquer automatiquement des programmes qu'ils considèrent inappropriés pour leurs enfants.
Le 29 février 1996, les associations National Association of Broadcasters (NAB), National Cable & Telecommunications Association (en) (NCTA), et Motion Picture Association of America (MPAA), joignent leurs efforts pour créer un tel système. Ils s'accordent sur le fait que ce système s'appliquerait par télévision national et par câble afin de gérer l'énorme quantité de programmes diffusés qui doivent être évalués — quelque 2 000 heures par jour. Le système serait appliqué épisodiquement à chaque programme à l'exception des programmes d'actualité, des programmes sportifs et des publicités. Le 19 décembre 1996, l'industrie annonce la création du système TV Parental Guidelines, qui permettent aux parents de vérifier le contenu des programmes que regardent leurs enfants. Ces classifications ont été modelées d'après celles de MPAA. L'industrie télévisuelle passe un accord pour diffuser ces classifications au début de chaque programme évalué, et pour encoder les programmes grâce à l'utilisation du V-chip (en).
Du fait que ces classifications n'étaient d'aucune aide quelconque pour les parents, le 1er août 1997, l'industrie télévisuelle, associée avec des groupes médicaux et spécialisés dans l'enfance, annonce une nouvelle version de leur système. Sous ce nouveau système révisé, les programmes télévisés seraient classifiés en six catégories (TV-Y, TV-Y7, TV-G, TV-PG, TV-14 or TV-MA), mais les contenus plus explicites seraient classés à l'aide de lettres : D (dialogue suggestif), L (langage grossier), S (contenu à caractère sexuel), V (violence) et FV (violence fantasy – exclusivement sous catégorie TV-Y7) serait ajoutés lorsque nécessaires.
En outre, ce nouveau système impliquerait une icône ajoutée en début de diffusion pendant une quinzaine de secondes, et que la taille de cette dernière serait augmentée,. Ce nouveau système a été approuvé par les familles et groupes spécialisés dans l'enfance, par les diffuseurs et par les compagnies de distribution. Le 12 mars 1998, la Federal Communications Commission accepte la classification Industry Video Programming Rating System, et adopte le matériel technique nécessaire à l'utilisation du V-chip.

## Classifications

### TV-Y (Youth[réf.nécessaire])
Ce programme est évalué comme étant approprié aux enfants.

Les programmes classifiés TV-Y sont évalués comme étant admissible aux yeux d'enfant de tout âge. Les éléments thématiques inclus dans ces programmes sont spécifiquement créés pour une très jeune audience, dont les enfants âgés de 2 à 6 ans. Il peut s'agir d'un programme éducatif avec très légère violence. Selon la FCC, ces programmes ne sont « pas désigné pour effrayer les enfants. »

### TV-Y7 (Youth not under 7[réf.nécessaire])
Ce programme est désigné pour les enfants âgés de 7 ans et plus.

Les programmes classifiés TV-Y7 sont désignés pour les enfants âgés de 7 ans et plus. La FCC note qu'il s'agit de programmes « appropriés pour les enfants ayant développé une capacité à distinguer l'imaginaire de la réalité. » Les éléments thématiques inclus dans ces programmes impliquent une « violence de type comique », ou peut être effrayant voire confus pour les enfants âgés de moins de 7 ans.
Les programmes évalués « FV » impliquent une « violence fantasy » bien plus explicite, et sont généralement plus intenses ou violents que les autres programmes classifiés TV-Y7.

### TV-G (General[réf.nécessaire])
La plupart des parents peuvent considérer ce programme comme approprié pour les enfants. 

Les programmes évalués TV-G sont généralement appropriés pour les enfants de tout âge. Cependant, ils impliquent du contenu qui ne pourrait pas intéresser les enfants. La FCC explique que « cette classification n'évalue pas de programme spécifiquement désigné pour les enfants, mais laisse le choix aux parents. » Les éléments thématiques inclus dans ces programmes impliquent un peu, voire aucune, violence, un langage modéré, et quelques dialogues ou situations à caractère sexuel modéré.

### TV-PG (Parental Guidance[réf.nécessaire])
Ce programme contient des éléments que les parents peuvent considérer inappropriés pour les enfants

Les programmes évalués TV-PG contiennent des éléments que les parents peuvent considérer inappropriés pour les jeunes enfants. Ces programmes contiennent de la violence légère, un langage parfois grossier, quelques dialogues explicites, ou autres éléments inappropriés à de jeunes enfants.

### TV-14 (Not under 14[réf.nécessaire]
Ce programme contient des éléments que les parents peuvent considérer inappropriés pour les enfants âgés de moins de 14 ans
Les programmes évalués TV-14 peuvent contenir des éléments considérés comme inappropriés pour les enfants âgés de moins de 14 ans, car ils contiennent une violence légère et un langage grossier. La FCC avertit que « les parents doivent connaître ces programmes et sont conseillés de ne pas laisser un enfant de moins de 14 ans les regarder. »

### TV-MA (Mature Audience[réf.nécessaire])
Ce programme est uniquement réservé aux adultes et inapproprié pour la jeune audience de moins de 17 ans.

Les programmes évalués TV-MA sont habituellement créés pour une audience adulte. Certains contenus peuvent ne pas être appropriés pour les moins de 17 ans, à cause de violence intense fort et un langage particulièrement grossier. Cette classification était désignée sous le terme TV-M en 1997 mais a été changée pour éviter toute confusion avec une classification similaire « M for Mature » du système de classification vidéoludique dirigé par ESRB. Cette classification est rarement utilisée par les réseaux de diffusion ou télévision locale à cause des restrictions de la FCC sur le contenu des programmes, bien qu'elle puisse être appliquée sur certaines chaînes par câble (en particulier les services payants comme HBO et Showtime) dans leurs programmes pornographiques. La FCC avertit que « les parents doivent connaître ces programmes et sont conseillés de ne pas laisser un enfant de moins de 17 ans les regarder. »

### Descriptions de contenu
Certains éléments thématiques, d'après la FCC, « feraient appel à la vigilance parentale » :
- D – Dialogue suggestif
- L – Langage grossier.
- S- Contenues à caractères Sexuel
- V – Violence
  - FV – Violence fantasy (uniquement pour TV-Y7)